# Варга Степан Степанович
Степа́н Степа́нович Варга — солдат Збройних сил України, танкіст 24-ї бригади.
У складі екіпажу танка брав участь у боях за Лутугине, Лисичанськ, вирвався з Іловайського котла.

## Нагороди
За особисту мужність і героїзм, виявлені у захисті державного суверенітету та територіальної цілісності України, вірність військовій присязі під час російсько-української війни, відзначений — нагороджений
- 27 червня 2015 року — орденом «За мужність» III ступеня
- Орден «Народний Герой України» (липень 2015).